# Braintree Town Football Club
Il Braintree Town Football Club è una società calcistica inglese militante in Conference Premier e gioca le sue
partite casalinghe a Braintree, Essex, Inghilterra. Lo stadio è il Cressing Road.

## Storia
Il club venne fondato con il nome di Manor Works F.C. nel lontano 1898 e venne inserito nella North Essex League.
Il logo del club, che al suo interno riproduce stilizzata la sagoma di una fabbrica, è indicativo del fatto che originariamente il Manor Works F.C. indicava la squadra dei lavoratori della Crittal Window Company e la figura riprodotta corrisponde effettivamente al Crittall Garage, demolito solo nel 2005. Il soprannome "Iron" è legato a tali origini.
Il nome del club subì diverse modifiche nel corso degli anni: nel 1921 la denominazione divenne Crittall Athletic F.C., nel 1968 mutò in Braintree & Crittall Athletic F.C. e nel 1981 divenne Braintree Town F.C., a suggellare la fine del "legame-Crittall".
Nel 1935 la società, assieme ad altre, fondò la Eastern Counties League, vincendo il titolo nel 1936-37.
Dopo la seconda guerra mondiale il club tornò in attività solo nel 1952 e tre anni più tardi abbandonò la Eastern Counties League.
Non è chiaro, con assoluta certezza, quale fu il cammino successivamente intrapreso dalla squadra.
È certo che nel 1964 risultò affiliata alla Grater London League e tre anni più tardi alla Metropolitan League.
Nel 1970 riapprodò alla Eastern Counties League, rimanendovi per un lungo periodo e vincendola nelle stagioni 1983-84 e 1984-85. Dopo aver giocato nella Southern League Southern Division e nei tre livelli della Isthmian League, nella stagione 2006-07 ottenne la promozione in Conference South.

## Allenatori
- Graham Roberts (2004)
- Alan Devonshire (2011-2015)
- Danny Cowley (2015-2016)
- Jamie Day (2016)

## Palmarès

### Competizioni nazionali
- National League South: 1

2010-2011
- Isthmian League: 1

2005-2006

### Competizioni regionali
- Eastern Counties League: 3

1935-1936, 1983-1984, 1984-1985
- Essex Senior Cup: 1

1995-1996

### Altri piazzamenti
- National League:

Terzo posto: 2015-2016
- National League South:

Terzo posto: 2006-2007
Vittoria play-off: 2017-2018, 2023-2024
- National League Cup:

Semifinalista: 2024-2025

## Organico

### Rosa 2016-2017
| N. |                        | Ruolo | Calciatore           |
| -- | ---------------------- | ----- | -------------------- |
| 2  | Inghilterra (bandiera) | D     | Barney Williams      |
| 3  | Inghilterra (bandiera) | D     | Jerome Okimo         |
| 4  | Inghilterra (bandiera) | C     | Harry Lee            |
| 5  | Inghilterra (bandiera) | D     | Ian Gayle            |
| 6  | Inghilterra (bandiera) | D     | Jon Ashton           |
| 7  | Inghilterra (bandiera) | A     | Jack Midson          |
| 8  | Inghilterra (bandiera) | C     | Chez Isaac           |
| 9  | Inghilterra (bandiera) | A     | Lee Barnard          |
| 11 | Inghilterra (bandiera) | D     | Craig Braham-Barrett |
| 12 | Inghilterra (bandiera) | A     | Joe Maybanks         |
| 15 | Inghilterra (bandiera) | C     | Alex Henshall        |
| 17 | Inghilterra (bandiera) | D     | Reece Hall-Johnson   |
| 18 | Inghilterra (bandiera) | D     | Jake Goodman         |
| 20 | Inghilterra (bandiera) | C     | Sam Corne            |
| 21 | Inghilterra (bandiera) | P     | Josh Strizovic       |

| N. |                        | Ruolo | Calciatore       |
| -- | ---------------------- | ----- | ---------------- |
| 22 | Inghilterra (bandiera) | P     | Sam Beasant      |
| 23 | Inghilterra (bandiera) | A     | Michael Cheek    |
| 27 | Inghilterra (bandiera) | D     | Sean Clohessy    |
| 28 | Inghilterra (bandiera) | D     | Danny Rumens     |
| 29 | Inghilterra (bandiera) | D     | Manny Parry      |
| 36 | Irlanda (bandiera)     | C     | Kyron Farrell    |
|    | Inghilterra (bandiera) | C     | Matt Baxter      |
|    | Inghilterra (bandiera) | P     | Sam Cowler       |
|    | Inghilterra (bandiera) | C     | Jordan Sanderson |
|    | Inghilterra (bandiera) | D     | Newman Carney    |
|    | Inghilterra (bandiera) | D     | Quade Taylor     |
|    | Inghilterra (bandiera) | C     | Claudio Dias     |
|    | Inghilterra (bandiera) | P     | Clarke Bogard    |
|    | Inghilterra (bandiera) | C     | Alfie Walker     |
|    | Inghilterra (bandiera) | P     | Harry Palmer     |

### Rosa 2015-2016
| N. |                        | Ruolo | Calciatore        |
| -- | ---------------------- | ----- | ----------------- |
| 2  | Francia (bandiera)     | D     | Remy Clerima      |
| 3  | Inghilterra (bandiera) | D     | Samuel Habergham  |
| 4  | Inghilterra (bandiera) | C     | Chez Isaac        |
| 5  | Inghilterra (bandiera) | D     | Matt Paine        |
| 6  | Inghilterra (bandiera) | D     | Matt Fry          |
| 7  | Inghilterra (bandiera) | D     | Mitch Brundle     |
| 8  | Inghilterra (bandiera) | C     | Kenny Davis       |
| 10 | Inghilterra (bandiera) | C     | Danny Racchi      |
| 12 | Inghilterra (bandiera) | A     | Jordan Chapell    |
| 13 | Inghilterra (bandiera) | C     | Toby Ajala        |
| 14 | Inghilterra (bandiera) | A     | Ashley Yeoman     |
| 15 | Inghilterra (bandiera) | A     | Liam Prynn        |
| 16 | Giamaica (bandiera)    | C     | Courtney Richards |
| 17 | Inghilterra (bandiera) | A     | Nathan Blissett   |

| N. |                        | Ruolo | Calciatore        |
| -- | ---------------------- | ----- | ----------------- |
| 18 | Inghilterra (bandiera) | D     | Nathan Smith      |
| 19 | Inghilterra (bandiera) | D     | Sam Chaney        |
| 20 | Inghilterra (bandiera) | D     | Oneil Odofin      |
| 21 | Inghilterra (bandiera) | P     | Dan Lavercombe    |
| 22 | Inghilterra (bandiera) | D     | Ben Gerring       |
| 24 | Inghilterra (bandiera) | D     | Kevin Nicholson   |
| 25 | Inghilterra (bandiera) | C     | Aman Verma        |
| 27 | Inghilterra (bandiera) | C     | Fergus Bell       |
| 28 | Inghilterra (bandiera) | C     | Sammie Szmodics   |
| 29 | Inghilterra (bandiera) | D     | Durrell Berry     |
| 30 | Inghilterra (bandiera) | A     | Sean Finch        |
| 31 | Inghilterra (bandiera) | P     | Scott Corderoy    |
|    | Inghilterra (bandiera) | A     | John-Prince Rylah |
|    | Stati Uniti (bandiera) | P     | Brendan Moore     |